# 肖尼鎮區 (密蘇里州亨利縣)
肖尼鎮區（英語：Shawnee Township）是位於美國密蘇里州亨利縣的一個行政鎮區。

## 地方資料
肖尼鎮區的面積為108.60平方千米，當中陸地面積為107.93平方千米，而水域面積為0.67平方千米。根據2020年美國人口普查的數據，當地共有人口528人，而人口密度為每平方千米4.86人。